# Aditiv
Un aditiv este o substanță introdusă într-un amestec pentru a-i da caracteristici specifice. Exemple de aditivi: îndulcitorii în industria alimentară, antioxidanții în industria chimică etc.